# 1988 AA5
1988 AA5 är en asteroid i huvudbältet som upptäcktes den 13 januari 1988 av den belgiske astronomen Henri Debehogne vid La Silla-observatoriet.
Den har den diameter på ungefär 11 kilometer.